# 拿破仑战记
《拿破仑战记》是一款由Lenar制作、Irem发行的即时战略类游戏。游戏于1988年3月18日在日本地区FC游戏机发行。 同一年8月Brøderbund宣布将在北美地区发行，但最终宣布取消。
游戏允许玩家以俯视视角进行拿破仑的战役。游戏开始为1796年与神圣罗马帝国的战斗。